# Ластра-а-Сінья
Ластра-а-Сінья (італ. Lastra a Signa) — муніципалітет в Італії, у регіоні Тоскана,  метрополійне місто Флоренція.
Ластра-а-Сінья розташована на відстані близько 240 км на північний захід від Рима, 13 км на захід від Флоренції.
Населення — 20 054 особи (2014).

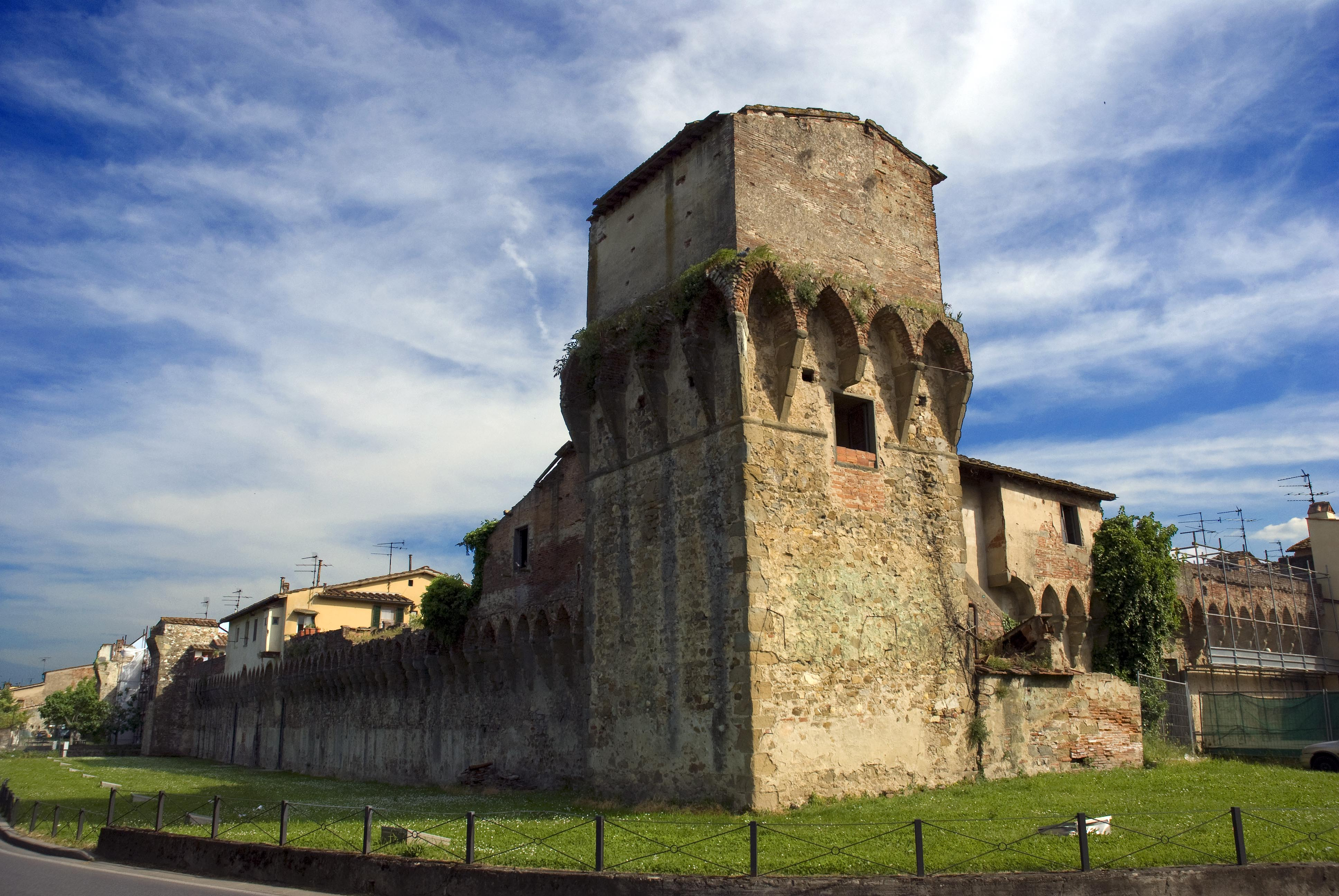

Щорічний фестиваль відбувається 11 листопада. Покровитель — святий Мартин Турський.

## Демографія
Населення за роками:

Станом на 1 січня 2023 року в муніципалітеті офіційно проживало 2385 іноземців з 81 країни, серед них 794 громадяни країн Євросоюзу та 29 громадян України.

## Уродженці
- Фульвіо Несті (*1925 — †1996) — відомий у минулому італійський футболіст, опорний півзахисник.

- Еджисто Пандольфіні (*1926) — відомий у минулому італійський футболіст, півзахисник.

## Сусідні муніципалітети
- Карміньяно
- Монтелупо-Фьорентіно
- Монтеспертолі
- Скандіччі
- Сінья